# El jove Frankenstein
 El jove Frankenstein (títol original en anglès: Young Frankenstein) és una pel·lícula paròdica estatunidenca dirigida per Mel Brooks, estrenada el 1974 i doblada al català.

## Argument
El net de Frankenstein no vol tenir res a veure amb el seu difunt avi, i vol fins i tot que se'l digui Frankenstine. Però ha de marxar a Transsilvània. Arriba a un castell lúgubre, habitat per una vella i un servidor geperut anomenat Igor. Junts, acabaran creant un ésser viu. Però els monstres no són mai el que creuen.

## Repartiment
- Gene Wilder: Dr. Frederick Frankenstein
- Marty Feldman: Igor
- Peter Boyle: el Monstre
- Madeline Kahn: Elizabeth
- Cloris Leachman: Sra. Blücher
- Teri Garr: Inga
- Kenneth Mars: l'inspector Hans Wilhelm Friederich Kemp
- Gene Hackman: el vell cec
- Richard Haydn: Gerhard Falkstein
- Liam Dunn: Mr Hilltop
- Danny Goldman: l'estudiant de medecina
- Oscar Beregi Jr.: el carceller sàdic
- Arthur Malet: el fill gran del segon poble
- Anne Beesley: Helga
- Monte Landis: un enterrador
- Rusty Blitz: un enterrador
- Leon Askin: Herr Waldman

## Al voltant de la pel·lícula
- La pel·lícula ha estat rodada al mateix castell, amb els mateixos accessoris i laboratori que el Frankenstein dirigit el 1931 per James Whale. Cal precisar que la pel·lícula és tant un homenatge com una paròdia, si no més.
- Les picades d'ull als dos primers Frankenstein (1931) i  La núvia de Frankenstein  (1935) són constants i són un regal pels fans. La famosa escena de l'ermità cec és sobretot inoblidable per la seva comicitat. Es troben fins i tot picades d'ull a King Kong (1933) amb l'exhibició de la criatura al teatre.

## Nominacions
- Globus d'Or a la millor actriu musical o còmica per Cloris Leachman[cal citació]
- Globus d'Or a la millor actriu secundària per Madeline Kahn[cal citació]
- 1975: Oscar al millor so per Richard Portman i Gene S. Cantamessa[3]
- 1975: Oscar al millor guió adaptat per Mel Brooks i Gene Wilder[3]